# Marina Mochnatkinová
Marina Jurjevna Mochnatkinová (Марина Юрьевна Мохнаткина, dř. Kormilcevová, roz. Baranovová; * 12. března 1988 Perm) je ruská zápasnice – sambistka a od roku 2016 profesionální MMA zápasnice.

## Sportovní kariéra
Se sambem začínal ve 14 letech v rodném Permu pod vedením Ivana Ponomarjova a Andreje Gazejeva. Žije a trénuje v Petrohradu s manželem Michailem. V ruské ženské sambistické reprezentaci se pohybuje od roku 2008 ve váze do 68 kg. Je pětinásobnou mistryní světa z let 2011, 2012, 2013, 2016 a 2017. V letech 2014 a 2015 měla mateřskou pauzu.

### Výsledky
| Turnaj              | 2008     | 2009     | 2010         | 2011         | 2012         | 2013          | 2014          | 2015          | 2016          | 2017          |
| Turnaj              | 20       | 21       | 22           | 23           | 24           | 25            | 26            | 27            | 28            | 29            |
| Turnaj              | Baranov. | Baranov. | Kormilcevová | Kormilcevová | Kormilcevová | Mochnatkinová | Mochnatkinová | Mochnatkinová | Mochnatkinová | Mochnatkinová |
| Turnaj              | -68      | -68      | -68          | -68          | -68          | -68           | -68           | -68           | -68           | -68           |
| ------------------- | -------- | -------- | ------------ | ------------ | ------------ | ------------- | ------------- | ------------- | ------------- | ------------- |
| Mistrovství světa   | 2.       | —        | —            | 1.           | 1.           | 1.            | —             | —             | 1.            | 1.            |
| Mistrovství Evropy  | —        | —        | —            | 1.           | —            | 1.            | —             | —             | —             | —             |
| Univerziáda         |          |          |              |              |              | 1.            |               |               |               |               |
| SH v úpol. sportech |          |          | —            |              |              | 1.            |               |               |               |               |

## Profesionální kariéra
Od roku 2016 zápasí jako profesionálka pod smlouvou s ruským promotérem Fight Nights Global.